# Herb gminy Jabłonna (województwo lubelskie)
Herb gminy Jabłonna – jeden z symboli gminy Jabłonna, ustanowiony 29 grudnia 2009.

## Wygląd i symbolika
Herb przedstawia na tarczy w polu zielonym złotą jabłoń (nawiązanie do nazwy gminy), a pod nią złote jabłko królewskie i srebrny krzyż brygidkowski.